# Clifton (Bristol)
Clifton es a la vez un suburbio de Bristol, Inglaterra y el nombre de uno de los treinta y cinco concejos electorales de la ciudad. El barrio de Clifton también incluye las áreas de Cliftonwood y Hotwells, mientras que su parte este se encuentra dentro del distrito de Clifton Down.
Entre sus lugares más notables figuran el puente colgante de Clifton, la catedral de San Pedro y San Pablo, el Clifton College, The Clifton Club, la Clifton High School, Goldney Hall y Clifton Down.

## Clifton

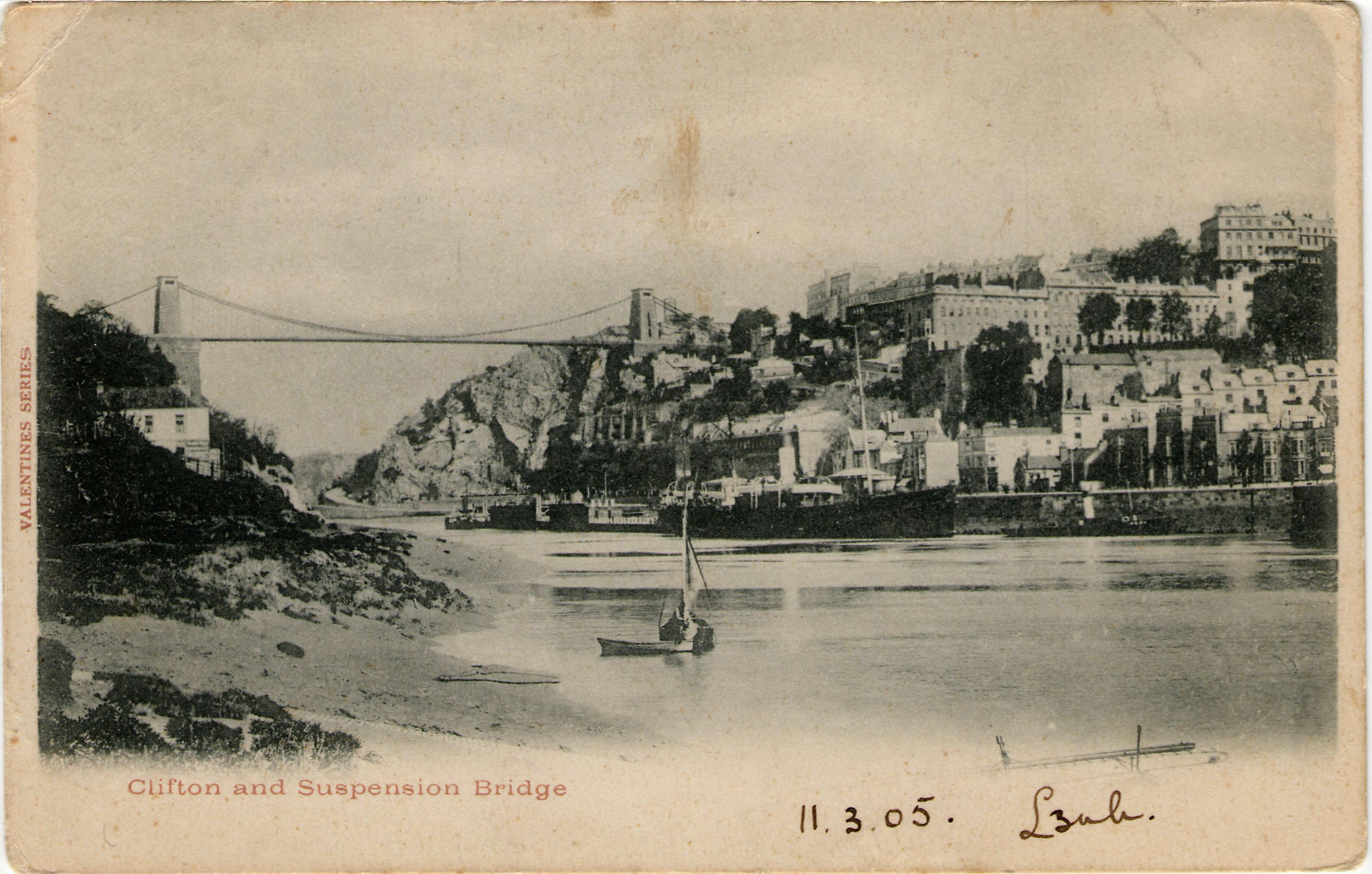
Vista de Clifton (a la derecha), con el puente colgante al fondo (1905)

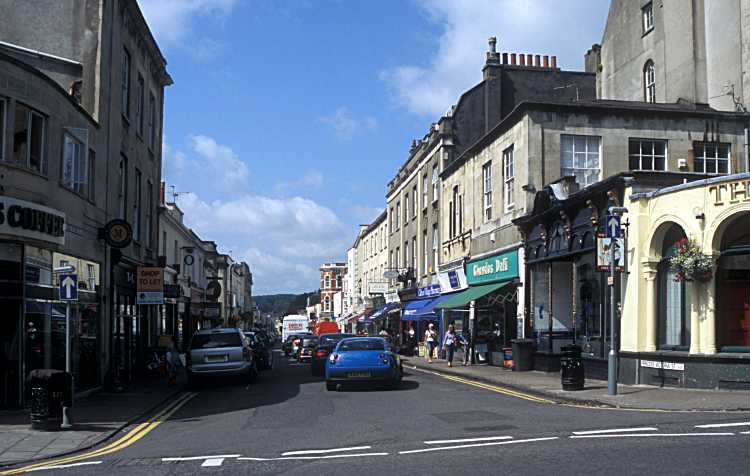
La calle Princess Victoria, en el centro de Clifton Village

Clifton es un suburbio interior de la ciudad portuaria inglesa de Bristol. Aparece citado en el Libro de Domesday como Clistone, un topónimo con el significado de "asentamiento en la ladera", haciendo referencia a su localización en una colina empinada. Hasta 1898, Clifton St Andrew era una parroquia civil separada dentro del Municipio de Bristol. Existen varios subdistritos de Clifton, incluido Whiteladies Road, un importante distrito comercial localizado al este; y Clifton Village, una zona comercial más pequeña situada al oeste, cerca de la garganta del Avon.
Aunque el suburbio no tiene límites formales, el nombre de Clifton se aplica generalmente al terreno elevado que se extiende desde Whiteladies Road en el este hasta el borde de la garganta del Avon en el oeste, y desde Clifton Down y Durdham Down en el norte hasta Cornwallis Crescent en el sur. Esta área se corresponde aproximadamente con los distritos de la ciudad de Clifton y Clifton East, aunque el primero también incluye el suburbio ribereño de Hotwells.

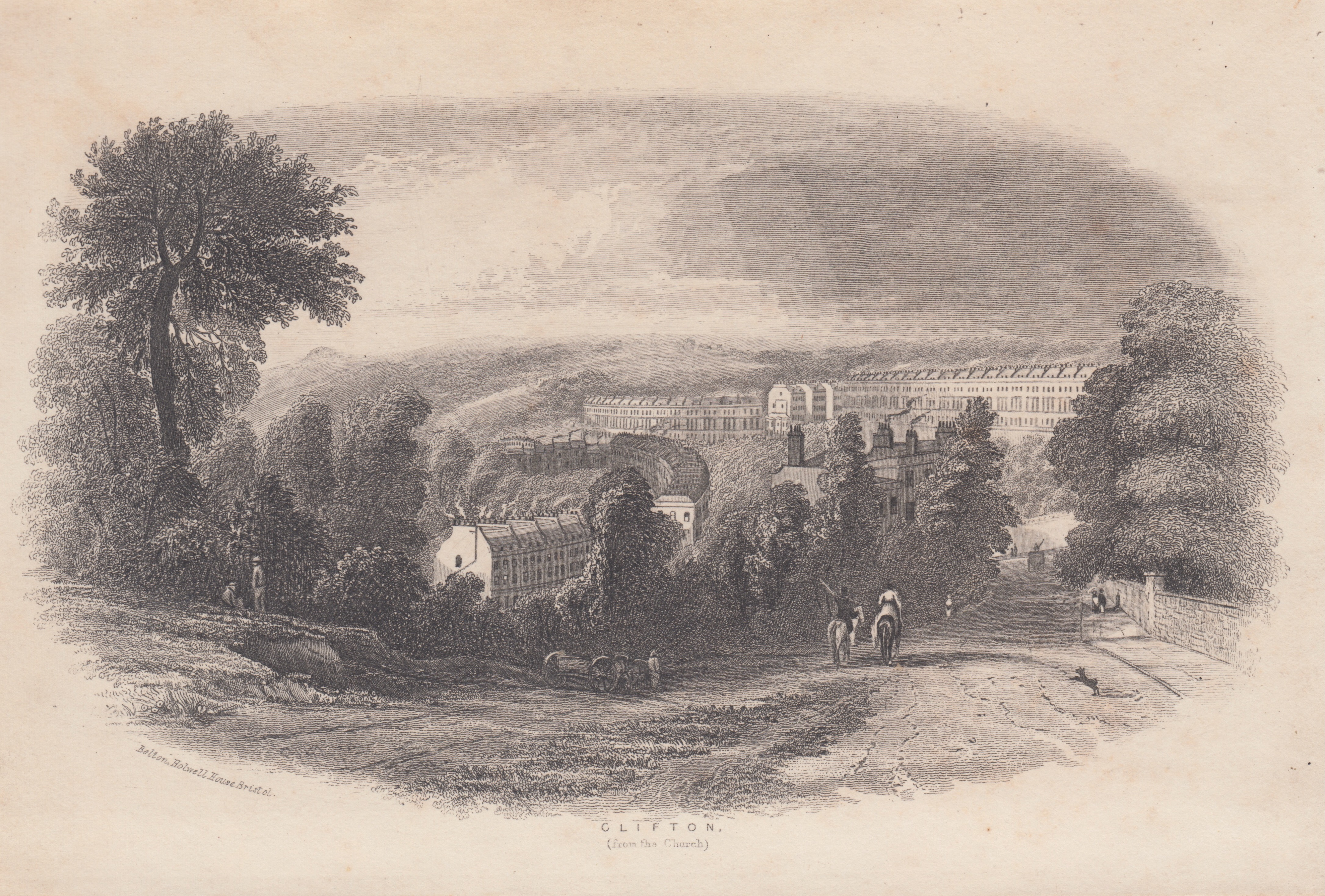
Clifton visto desde la Iglesia, c.1840

Clifton es una de las zonas más antiguas y prósperas de la ciudad, y gran parte de ella se construyó con las ganancias procedentes del comercio del tabaco y  del tráfico de esclavos. Situado al oeste del centro de la ciudad de Bristol, se originó como un asentamiento separado, pero se unió a Bristol debido al desarrollo continuo de la ciudad durante la época georgiana, y se incorporó formalmente a Bristol en la década de 1830. En la zona se construyeron grandes casas que requerían muchos sirvientes. Aunque algunas eran propiedades independientes o adosadas, la mayor parte se construyeron como terrazas, muchas de ellas con tres o más plantas. Una terraza famosa es la majestuosa Royal York Crescent, visible desde la garganta del Avon y con vistas a los muelles de Bristol. Berkeley Square y Berkeley Crescent, que se construyeron alrededor de 1790, son ejemplos de arquitectura georgiana. Entre las plazas más antiguas figura Canynge Square, de forma triangular. La Whiteladies Picture House, en Whiteladies Road, se convirtió en oficinas y en un gimnasio en 2001, pero la compañía Everyman Cinemas reabrió el edificio como cine en 2016. El Lido de Clifton, construido en 1850, se cerró al público en 1990, aunque fue remodelado y abierto nuevamente en noviembre de 2008.
El 17 de diciembre de 1978 detonó una bomba en Queen's Road en Clifton, hiriendo al menos a siete personas. El Ejército Republicano Irlandés Provisional fue el responsable.
A partir de 2012 se inició la peatonalización de algunas partes de Clifton.

### Demografía
El distrito de Clifton, que incluye Hotwells, tenía una población de 10.452 habitantes en 5.007 hogares, según cifras procedentes del censo de 2001. Sobre la misma base, el distrito de Clifton East tiene una población de 9.538 habitantes en 4.741 hogares. En el distrito de Clifton, el 27% de la población adulta (de 16 a 74 años) había recibido educación a tiempo completo.

### Geografía y transporte

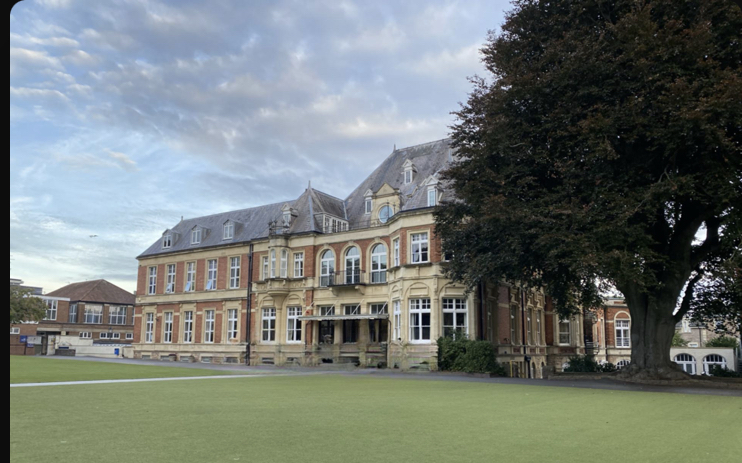
La Clifton High School

Inmediatamente al norte de Clifton se encuentra Durdham Down, un área relativamente plana y abierta, utilizada con fines recreativos. En el extremo occidental de Clifton se encuentra Clifton Down, una zona menos abierta y más boscosa, adyacente al desfiladero del río Avon. Clifton alberga muchos edificios de la Universidad de Brístol, incluido Goldney Hall; el puente colgante de Clifton proyectado por Isambard Kingdom Brunel; la  Catedral de San Pedro y San Pablo de culto católico; la Iglesia de Cristo en Clifton Down; el Clifton College; la Clifton High School; la antigua escuela preparatoria de Amberley House; el Queen Elizabeth's Hospital; The Clifton Club; y el Zoo de Bristol.
El barrio cuenta con la Estación de Clifton Down, perteneciente a Línea de Severn Beach, y con servicios frecuentes de autobús desde el centro de Bristol. Tiene conexiones por carretera con el centro de la ciudad y los suburbios exteriores del oeste, y está comunicada a través del puente colgante de Clifton con Leigh Woods en North Somerset. Entre 1893 y 1934, estuvo conectado a Hotwells por el Ferrocarril de Clifton Rocks.

### Residentes famosos y notables
- David Anderson - vicario de la iglesia de Clifton (1864-1881)[12]
- Angela Carter - escritora (mientras estudiaba en la Universidad de Brístol)[13]
- Carla Denyer - concejala de Clifton (2015-presente) y miembro del Partido Verde (2021-presente).
- Eliza Walker Dunbar - la primera mujer cualifica para ejercer como doctora en medicina en el Reino Unido[14]
- Eugenia de Montijo - más tarde emperatriz Eugenia de Francia, esposa de Napoleón III Bonaparte, fue estudiante en el Royal York Crescent, donde era conocida como "Carrots"[15]
- Keith Floyd - restaurador y personalidad televisiva[16]
- W. G. Grace - jugador de críquet y cirujano[17]
- Francis Greenway - renombrado arquitecto y diseñador australiano de The Clifton Club[18]
- John Grimshaw - fundador de Sustrans y voz de los ciclistas en el Reino Unido.
- Sarah Guppy - inventora y colaboradora de Isambard Kingdom Brunel[19]
- Charles Hansom - arquitecto del Clifton College[20]
- Henry Selby Hele-Shaw - ingeniero e inventor del embrague Hele-Shaw, profesor de la Universidad de Brístol[21]
- Victoria Hughes - cuidadora de las prostitutas mientras limpiaba los baños públicos en Clifton Down[22]
- Annie Kenney - líder sufragista[23]
- Thomas Macaulay - historiador[24]
- Charles Miles - jugador de críquet y soldado[25]
- Peter Nichols - actor y dramaturgo del Bristol Old Vic
- Frank Norman - novelista y dramaturgo
- Peter O'Toole - actor que comenzó su carrera en el Bristol Old Vic[26]
- Svetlana Alilúyeva - más tarde conocida como Lana Peters, hija de Stalin[27]
- Edward Innes Pocock - jugador de rugby escocés, miembro del Cecil Rhodes Pioneer Column, nacido en Clifton en 1855.
- Reginald Innes Pocock - zoólogo británico, hermano menor de Edward, nacido en 1863
- J. D. Sedding - arquitecto de iglesias inglés
- Ellen Sharples y Rolinda Sharples - familia de artistas
- Tom Stoppard - dramaturgo
- John Addington Symonds - escritor[28]
- Paule Vézelay - pintora y escultora[29]
- Richmond Waller - jugador de críquet inglés y oficial condecorado de los Royal Marines
- Fabian Ware - fundador de la Comisión de Tumbas de Guerra de la Commonwealth. Nació en Clifton el 17 de junio de 1869.
- Sir Lawrence Weaver - influyente editor de la revista Country Life, escritor sobre arquitectura y organizador de la Exposición del Imperio Británico celebrada en Wembley en 1924
- William West - artista y constructor del observatorio de Clifton[30]

### En la cultura popular
- En la novela Evelina (1778) de Frances Burney, unos jóvenes caballeros corren con sus faetones por las calles de Clifton (entonces todavía en las afueras de Bristol), y no sin incidentes.

- Parte del trasfondo de la novela histórica de Philippa Gregory, A Respectable Trade, que trata principalmente sobre la historia de la esclavitud en el Bristol de finales del siglo XVIII, es el inicio de la construcción en Clifton, entonces un área lejana fuera de los límites de la ciudad en ese momento. En algunos pasajes, los personajes debaten si Clifton algún día podría volverse viable y si invertir en bienes raíces allí no sería demasiado arriesgado; preguntas que evidentemente eran bastante relevantes en ese momento, aunque para el lector moderno las respuestas son obvias.

- La canción "Clifton in the Rain" de Al Stewart aparece en su primer álbum Bed-Sitter Images.

- La canción "32 West Mall", que apareció en el álbum de 1971 Stackridge, lleva el nombre del local comunal que la banda compartía como sede en el 32 de West Mall en 1970.[31]

- El drama paranormal infantil de 1978 "The Clifton House Mystery", producido por HTV, se desarrollaba en el área de Clifton. La trama giraba en torno a una familia que se muda a una casa antigua; y posteriormente encuentra el esqueleto de una persona muerta hace mucho tiempo en una habitación oculta. Después de algunos incidentes inexplicables, se convencen de que un fantasma conectado de alguna manera con las revueltas de Brístol de 1831 ronda la casa. La trama se basa en la historia de Thomas Brereton en la vida real, un comandante de los dragones que se suicidó después de ser sometido a un consejo de guerra por su manera indulgente de reprimir a los alborotadores; aunque el fantasma se llama "George Bretherton" en la serie de televisión.

- Clifton ha aparecido en muchos producciones televisivas, incluida la serie Shoestring de finales de la década de 1970 y principios de los años 1980. Ambientada en Bristol, estaba protagonizada por Trevor Eve como reportero de radio y detective a tiempo parcial. Gran parte de la serie de la BBC Mistresses se desarrollaba allí, incluidas las temporadas de 2008, 2009 y 2010. La serie de televisión Teachers se filmó parcialmente en Clifton, al igual que el drama adolescente Skins y la serie Being Human. El drama de época The House of Eliott también se filmó en gran parte en Clifton, en localizaciones como Goldney Hall y Berkeley Square.

- El drama hospitalario de larga duración Casualty también recurrió a Clifton en muchas escenas entre 1986 y 2009, cuando se filmó en Bristol.[32]

- En un episodio de 2017 del programa estadounidense programa de televisión histórico de [aAventuras]]  Black Sails, el pirata Barbanegra (interpretado por Ray Stevenson) menciona a Clifton como el hogar de su madre.

- También se han ambientado varias películas en Clifton, entre ellas The Truth About Love (2005), protagonizada por Dougray Scott y Jennifer Love Hewitt, The Foolish Things (2005), protagonizada por Lauren Bacall y Anjelica Huston, y Starter for 10 (2006), protagonizada por James McAvoy y producida por Tom Hanks, que se filmó en gran parte en el Royal York Crescent.[33] La película de 1962 sobre adolescentes delincuentes, Some People, protagonizada por Kenneth More y Ray Brooks, se filmó en Clifton y sus alrededores.[34]

### Exposiciones y galerías
En 2010, la galería de arte Antlers Gallery, con sede en Bristol, mostró su primera exposición Grotesques, que se llevó a cabo en un espacio comercial en desuso de Whiteladies Gate. El proyecto contó con el trabajo de once artistas radicados en Bristol.

### Historia natural
Clifton tiene una larga trayectoria en programación televisiva de historia natural y conservación global, debido a la presencia del antiguo Zoo de Bristol en el norte del distrito y la proximidad de la Unidad de historia natural de la BBC, lo que significa que más del 25% de los programas de vida silvestre del mundo se realizan en Brístol.
Animal Magic, con la intervención de Johnny Morris, se filmó en el zoológico de Bristol durante la duración del programa entre 1963 y 1983.
La rama británica de la organización benéfica conservacionista Ape Action Africa, que rescata y rehabilita chimpancés y gorilas en Camerún, opera desde Clifton.

## Cliftonwood

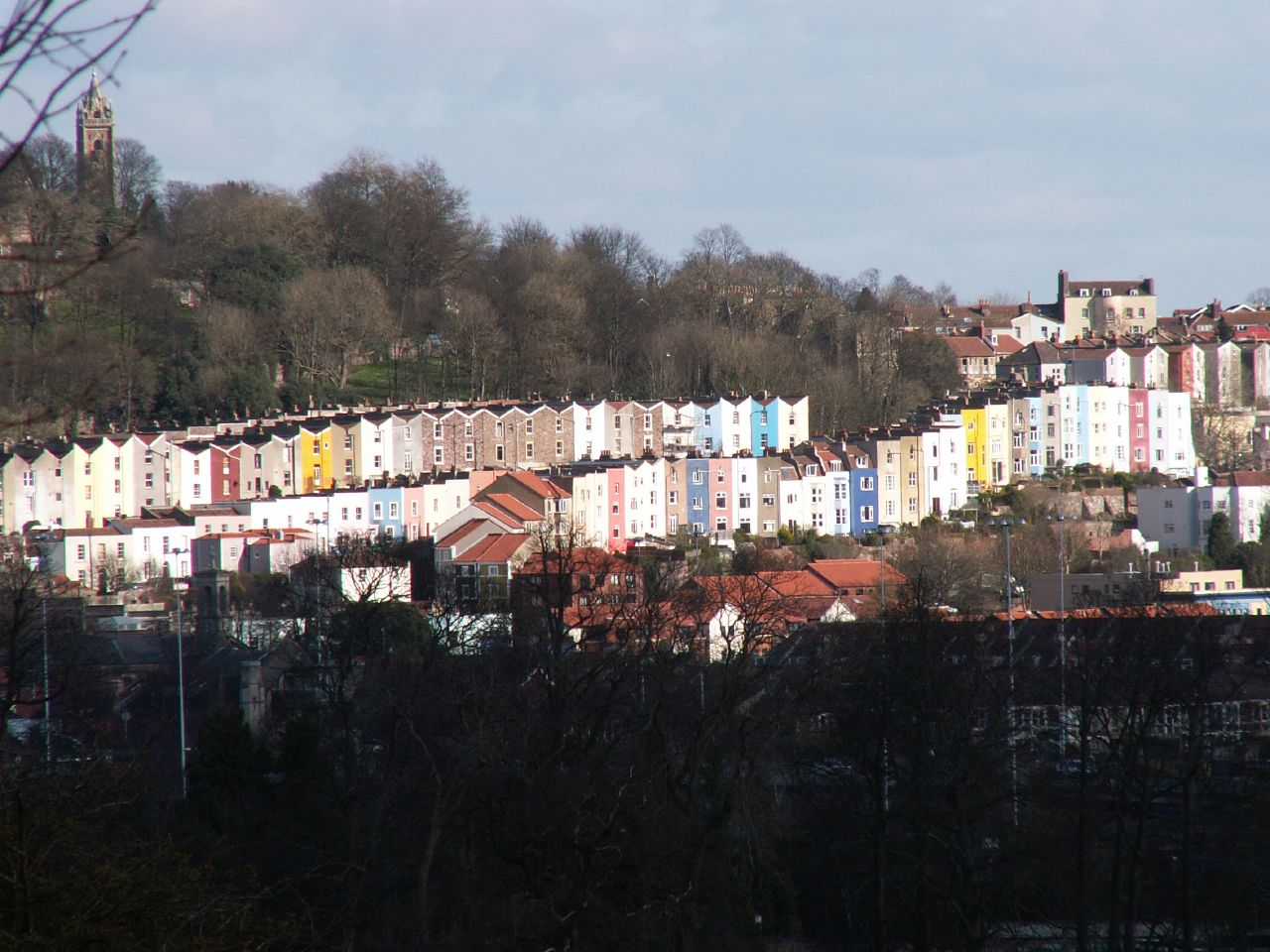
Casas en Cliftonwood y Hotwells, con Brandon Hill y Cabot Tower visibles al fondo

Cliftonwood es un pequeño suburbio de la ciudad portuaria inglesa de Bristol. Limita aproximadamente con Hotwell Road al sur, Jacob's Wells Road y Constitution Hill al este y noreste, Clifton Vale al oeste y por los jardines de Goldney Hall, una residencia de la Universidad de Brístol, al norte. Debido a la geografía del área, solo hay dos caminos de entrada y salida: Ambra Vale en la esquina suroeste y Clifton Wood Road en el noreste, aunque hay muchos senderos. En algunas fuentes, su nombre se escribe como Cliftonwood (una sola palabra) y en algunas otras como Clifton Wood (dos palabras). Cabe decir que el final de Clifton coincide con el final de la carretera de Ambra Vale, por lo que Cliftonwood es parte de Clifton.
El suburbio es principalmente una zona residencial, siendo el único local comercial el pub Lion. Las viviendas son en gran parte grandes terrazas victorianas, que a menudo están pintadas de colores brillantes. Las casas de colores que pueden verse cuando se para en el puerto de Bristol y se mira hacia Cliftonwood son las partes traseras de las casas de Ambrose Road y Clifton Wood Terrace.
Un baño ritual judío medieval conocido como mikveh fue descubierto en 1987 en el antiguo cobertizo para bicicletas de la comisaría de policía de Hotwells por el grupo de Historia Local de Temple. Se cree que este es el origen del nombre Jacob's Well (pozo de Jacob), que también se le da a la carretera contigua.

## Hotwells
Hotwells también es un distrito de la ciudad portuaria inglesa de Bristol. Está ubicado al sur y debajo del terreno elevado de Clifton, y directamente al norte del puerto de Bristol. La entrada sur a la garganta del Avon, que conecta los muelles con el mar, se encuentra en el extremo occidental de Hotwells. La catedral de Brístol está situada en el extremo este de Hotwells, adyacente al ayuntamiento y al College Green. Hotwells forma parte del distrito de la ciudad de Clifton.